# Swakopmund-Vogelstrand
Vogelstrand ist eine Vorstadt von Swakopmund in Namibia. Der Stadtteil liegt im Norden der Stadt und erstreckt sich über etwa zwei Kilometer entlang der Atlantikküste. Im Süden und Norden grenzt Vogelstrand an die Stadtteile Vineta und Meile 4, im Osten an die nach Henties Bay führende C34.
Vogelstrand ist neben Kramersdorf einer der wohlhabendsten und teuersten Stadtteile. Insbesondere die Grundstücke direkt am Atlantik, das eigentliche Vogelstrand, gelten als die teuersten der Stadt. Zum Stadtteil gehören auch die Stadtviertel Hage Heights und Ocean View. Hier befinden sich neben Einzelhäusern auch einige Wohnblocks sowie Schulen und Freizeiteinrichtungen.